# Mildred Natwick
Mildred Natwick (Baltimore, Maryland, 1905. június 19. – New York, 1994. október 25.) Primetime Emmy-díjas amerikai színésznő.

## Fiatalkora
Joseph Natwick és Mildred Marion Dawes leányaként született. Apai nagyapja Ole Natwick a legelső Egyesült Államokba emigráló norvégok közé tartozott, 1847-ben érkezett Wisconsinba.
Mildred érettségijét a baltimore-i Bryn Mawr iskolában szerezte. Miután a Bennett Főiskolán színművészetet tanult, számos színtársulattal turnézott, mielőtt fellépett volna első Broadway-darabjában, a Carry Nationben.

## Karrierje
21 éves korában kezdett fellépni amatőr színtársulatokkal Baltimore-ban, majd hamarosan csatlakozott a népszerű Egyetemi Színjátszókhoz a Massachusetts állambeli Cape Codban. Az 1930-as években számos darabban volt együtt látható közeli barátjával, a színész-rendező Joshua Logannel. Filmes bemutatkozása 1940-ben történt meg, John Ford Hosszú út hazáig című filmjében egy prostituáltat alakított.
Natwick pályafutása során több Ford-klasszikusban is kisebb, de emlékezetes szerepet kapott: feltűnt a Három keresztapa (1948), a Sárga szalagot viselt (1949) vagy A nyugodt férfi (1952) című produkciókban. Kiváló karakterszínésznőként gyakran kapott egyjelenetes vagy rövid szerepeket úgy, mint egy fogamzásgátlást pártolót a Nagyban olcsóbb (1950) című komédiában, egy öreg cselédet Alfred Hitchcock Bajok Harryvel (1955) rendezésében vagy egy boszorkányt az Udvari bolondban.
Natwick folytatta a színpadi fellépéseit, és különböző televíziós sorozatok rendszeres szereplője lett. A filmvászonra a Mezítláb a parkban (1967) című művel tért vissza, melyben Jane Fonda édesanyját játszotta. Alakításáért Oscar-díjra jelölték legjobb női mellékszereplő kategóriában. Ez volt első és egyetlen jelölése.
Utolsó filmje az 1988-ban bemutatott Veszedelmes viszonyok volt.

## Halála
1994. október 25-én, 89 évesen hunyt el New Yorkban, halálát rák okozta.

## Fontosabb filmjei
- 1988 – Veszedelmes viszonyok (Dangerous Liaisons) – Madame de Rosemonde
- 1974 – Daisy Miller – Mrs. Costello
- 1969 – Ha kedd van, akkor ez Belgium (If It's Tuesday, This Must Be Belgium) – Jenny Grant
- 1967 – Mezítláb a parkban (Barefoot in the Park) – Ethel Banks
- 1956 – Udvari bolond (The Court Jester) – Griselda
- 1955 – Bajok Harryvel (The Trouble with Harry) – Ivy Gravely
- 1952 – A nyugodt férfi (The Quiet Man) – Sarah Tillane
- 1950 – Nagyban olcsóbb (Cheaper by Dozen) – Mrs. Mebane
- 1949 – Sárga szalagot viselt (She Wore a Yellow Ribbon) – Abby Allshard
- 1948 – Három keresztapa (3 Godfathers) – Az anya
- 1948 – A csókos bandita (The Kissing Bandit) – Isabella
- 1945 – Yolanda és a tolvaj (Yolanda and the Thief) – Amarilla nagynéni
- 1940 – Hosszú út hazáig (The Long Voyage Home) – Freda

## Fordítás
- Ez a szócikk részben vagy egészben  a   Mildred_Natwick című angol Wikipédia-szócikk fordításán alapul.  Az eredeti cikk szerkesztőit annak laptörténete sorolja fel. Ez a jelzés csupán a megfogalmazás eredetét és a szerzői jogokat jelzi, nem szolgál a cikkben szereplő információk forrásmegjelöléseként.